# Clarens-Chailly-Blonay-Bahn
| Ce 2/2 Nr. 2 unterhalb von Fontanivent (2011) |                     |                         |                         |
| |                     |                         |                         |
| Streckenlänge: | 5,6 km              |                         |                         |
| Spurweite: | 1000 mm (Meterspur) |                         |                         |
| Stromsystem: | 750 Volt =          |                         |                         |
| Maximale Neigung: | 87 ‰                |                         |                         |
| |                     |                         |                         |
| \| \| 0,0 \| Clarens Lac \| 378 m ü. M. \| \| \| \| VMCV von Vevey \| \| \| \| \| VMCV nach Villeneuve \| \| \| \| 0,2 \| Clarens-Gambetta \| 382 m ü. M. \| \| \| \| Ausweiche \| \| \| \| \| Vallorbe–Domodossola \| \| \| \| 0,5 \| Clarens CFF \| 402 m ü. M. \| \| \| 0,9 \| Tavel \| 423 m ü. M. \| \| \| \| Baye de Clarens \| \| \| \| 1,9 \| Chailly \| 474 m ü. M. \| \| \| \| Baye de Clarens \| \| \| \| \| Montreux–Fontanivent \| \| \| \| \| (82 m) \| \| \| \| \| von Montreux \| \| \| \| 3,5 \| Fontanivent von Lenk \| 555 m ü. M. \| \| \| 4,0 \| Brent \| 566 m ü. M. \| \| \| \| Baye de Clarens (112 m) \| \| \| \| \| von Chamby \| \| \| \| \| von Les Pléiades \| \| \| \| 5,6 \| Blonay \| 620 m ü. M. \| \| \| \| nach Vevey \| \| |                     |                         |                         |
| Haltepunkt / Haltestelle Streckenanfang (Strecke außer Betrieb) | 0,0                 | Clarens Lac             | 378 m ü. M.             |
| Abzweig geradeaus und von links (Strecke außer Betrieb) |                     | VMCV von Vevey          | VMCV von Vevey          |
| Abzweig geradeaus und nach rechts (Strecke außer Betrieb) |                     | VMCV nach Villeneuve    | VMCV nach Villeneuve    |
| Haltepunkt / Haltestelle (Strecke außer Betrieb) | 0,2                 | Clarens-Gambetta        | 382 m ü. M.             |
| Dienststation / Betriebs- oder Güterbahnhof (Strecke außer Betrieb) |                     | Ausweiche               | Ausweiche               |
| Kreuzung geradeaus unten (Strecke geradeaus außer Betrieb) |                     | Vallorbe–Domodossola    | Vallorbe–Domodossola    |
| Haltepunkt / Haltestelle (Strecke außer Betrieb) | 0,5                 | Clarens CFF             | 402 m ü. M.             |
| Haltepunkt / Haltestelle (Strecke außer Betrieb) | 0,9                 | Tavel                   | 423 m ü. M.             |
| Brücke über Wasserlauf (Strecke außer Betrieb) |                     | Baye de Clarens         | Baye de Clarens         |
| Haltepunkt / Haltestelle (Strecke außer Betrieb) | 1,9                 | Chailly                 | 474 m ü. M.             |
| Brücke über Wasserlauf (Strecke außer Betrieb) |                     | Baye de Clarens         | Baye de Clarens         |
| Kreuzung geradeaus unten (Strecke geradeaus außer Betrieb) |                     | Montreux–Fontanivent    | Montreux–Fontanivent    |
| Tunnel (Strecke außer Betrieb) |                     | (82 m)                  | (82 m)                  |
| Abzweig ehemals geradeaus und von links |                     | von Montreux            | von Montreux            |
| Bahnhof quer · Abzweig nach rechts und ehemals von rechts | 3,5                 | Fontanivent von Lenk    | 555 m ü. M.             |
| Haltepunkt / Haltestelle (Strecke außer Betrieb) | 4,0                 | Brent                   | 566 m ü. M.             |
| Brücke über Wasserlauf (Strecke außer Betrieb) |                     | Baye de Clarens (112 m) | Baye de Clarens (112 m) |
| Strecke von rechts · Strecke (außer Betrieb) |                     | von Chamby              | von Chamby              |
| Abzweig geradeaus und von rechts · Strecke (außer Betrieb) |                     | von Les Pléiades        | von Les Pléiades        |
| Bahnhof · Haltepunkt / Haltestelle Streckenende (Strecke außer Betrieb) | 5,6                 | Blonay                  | 620 m ü. M.             |
| Strecke |                     | nach Vevey              | nach Vevey              |

Die Clarens–Chailly–Blonay-Bahn, abgekürzt CCB, offiziell Compagnie du chemin de fer Clarens–Chailly–Blonay, war eine elektrische Meterspurbahn in der Schweiz.

## Geschichte

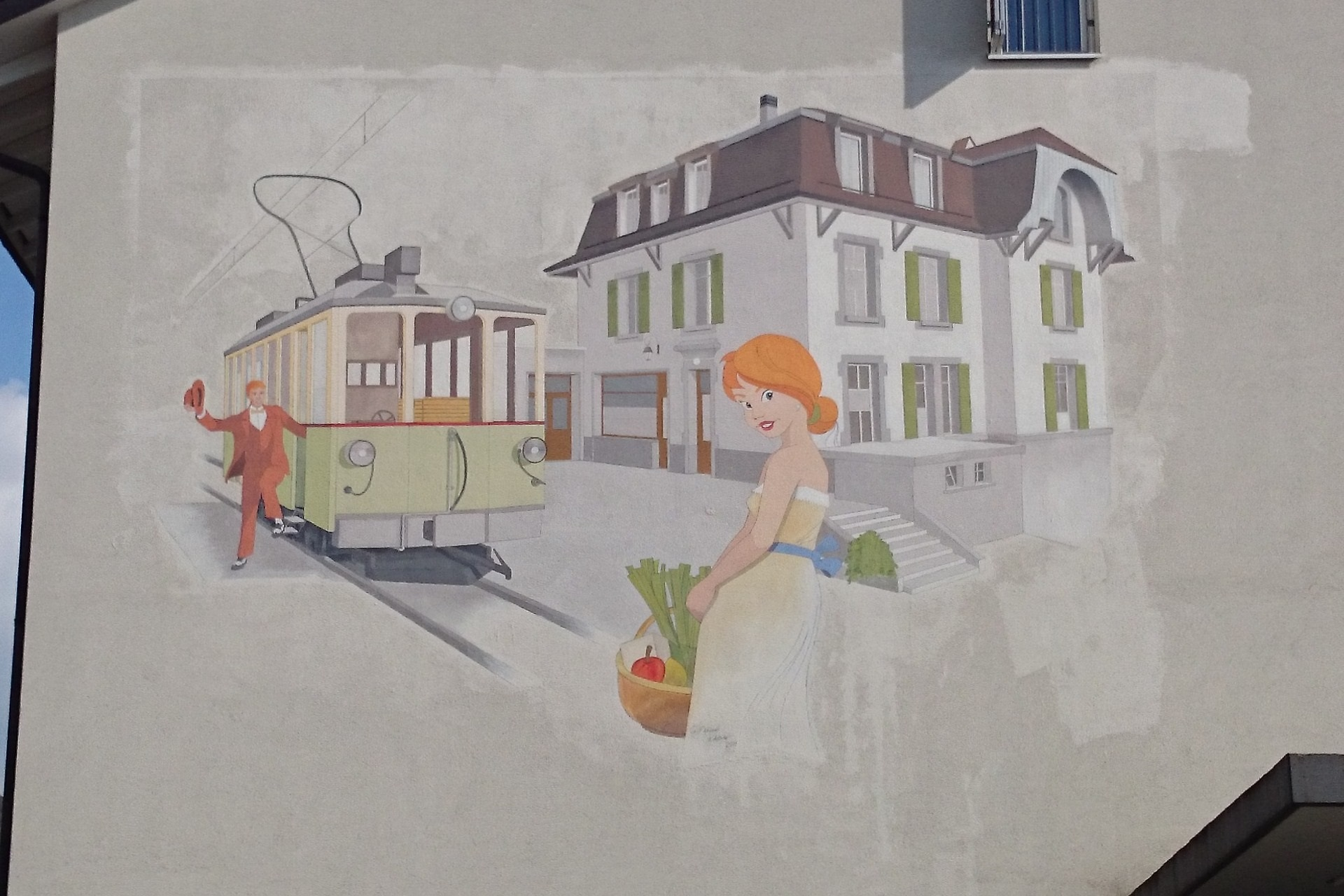
Wandmalerei beim Bahnhof Blonay CCB (2016)

Die Bahn wurde am 23. November 1911 eröffnet und verband das Dorf Clarens, heute ein Quartier der Stadt Montreux an der Waadtländer Riviera, über Chailly und Fontanivent mit Blonay. Zum 1. Januar 1956 übernahmen Autobusse den Betrieb, die Strecke wurde anschliessend abgebaut. Heute befährt die vom Verkehrsunternehmen Vevey–Montreux–Chillon–Villeneuve (VMCV) betriebene Autobuslinie 214 dieselbe Strecke.
Nachdem die Strassenbahn Vevey–Montreux–Chillon–Villeneuve ihr Fahrleitungssystem 1913 von der ursprünglich zweipoligen Schlitzrohrfahrleitung mit 480 Volt Gleichstrom auf das bei Strassenbahnen übliche Fahrleitungssystem mit 600 Volt Gleichstrom umgestellt hatte (sowie die Finanzierung gesichert war), wurde am 4. Juli 1915 eine Verbindungsstrecke vom ursprünglichen Endpunkt in Clarens, unmittelbar oberhalb der Strassenüberquerung der Simplonlinie, zur Schifflände der Compagnie générale de navigation sur le Lac Léman (CGN) eröffnet. Diese Strecke benutzte auf einem kurzen Abschnitt beim Gambetta-Platz die Gleise der Strassenbahn. Am 31. Oktober 1943 wurde diese Verlängerung mangels Nachfrage wieder aufgegeben.
Der Unterhalt der Fahrzeuge wurde durch die Montreux-Berner Oberland-Bahn (MOB) in deren Werkstätte in Chernex vorgenommen. Dazu fuhren die Motorwagen regelmässig von Fontanivent in den Nachbarort und wieder zurück über die Bahnstrecke der Montreux–Berner Oberland-Bahn. Auch das Personal stellte die MOB und war somit auch für die Betriebsführung zuständig.

## Streckenbeschreibung

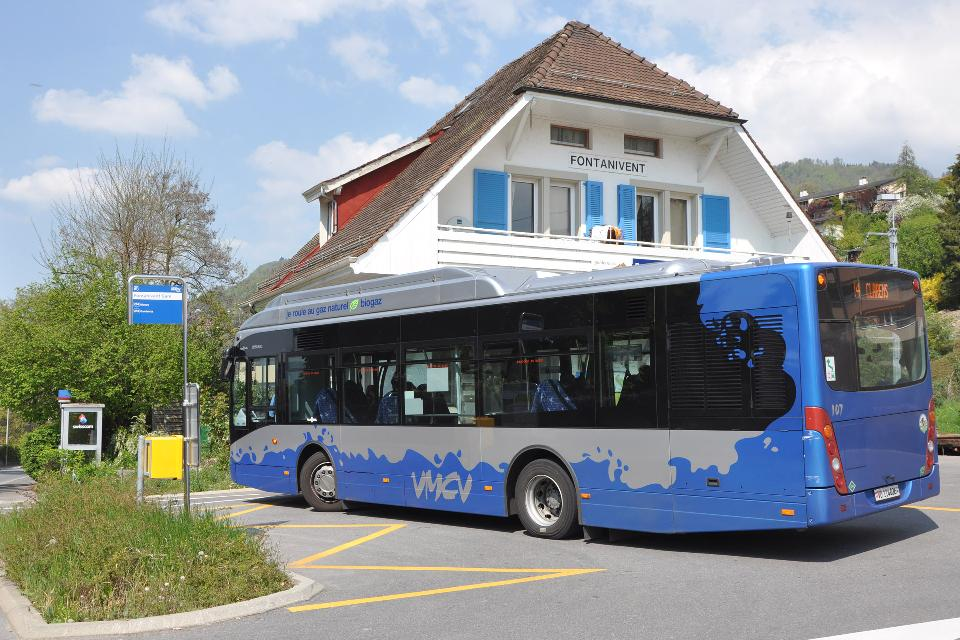
Van Hool-Autobus 107 vor dem Bahnhof Fontanivent. Die Bahnstrecke der Clarens–Chailly–Blonay-Bahn führte rechts am Bahnhof vorbei (2011)

In Fontanivent überquerte die Bahn von Chailly kommend die Route des Collonalles und unterquerte anschliessend die Bahnstrecke Montreux–Lenk im Simmental. Es folgte ein noch existierender Kehrtunnel. Nach Einstellung des Bahnbetriebes wurde dieser für die Champignons-Zucht verwendet. Das Tunnelportal in Richtung Fontanivent ist heute verschüttet. Nach dem Tunnelausgang setzt sich die Streckenführung innerhalb der Schlaufe der Bahnstrecke nach Lenk im Simmental fort. Im Bereich der Schlaufe, wie auch des Bahnüberganges mit der Route de Fontainevent, war die Streckenführung über etwa 150 Meter doppelspurig. Im Bahnhof Fontanivent wechselten die Fahrzeuge der Clarens–Chailly–Blonay-Bahn die Fahrtrichtung, um auf einem kurzen Bahndamm östlich der Route de Brent in ebendiese Strasse einzumünden. Ein kurzer Teil diese Bahndammes wird nach wie vor von der Montreux–Berner Oberland-Bahn als Abstellgleis benutzt. Ebenso benutzt die Montreux–Berner Oberland-Bahn nach wie vor das Geleise zur kleinen hölzernen Remise der Clarens–Chailly–Blonay-Bahn. Nachdem diese baufällig wurde, wurde sie jedoch abgerissen. Die Grundmauern bestehen aber noch heute.

## Fahrzeuge
| Beschrieb          | Bezeichnung | Nummern                                      | Baujahr | Einsatzjahre | Hersteller |
| ------------------ | ----------- | -------------------------------------------- | ------- | ------------ | ---------- |
| Motorwagen         | Ce 2/2      | 1 bis 3                                      | 1911    | 1911–1956    | SIG / MFO  |
| Sommerwagen        | C2          | 11 (ehemals CGTE 301), 12 (ehemals CGTE 303) | 1896    | 1930–1956    | SIG        |
| Sommerwagen        | C2          | 14                                           | 1896    | 1932–1956    | SIG        |
| Offener Güterwagen | M2          | 1 und 2                                      | 1913    | 1913–1956    | ACMV       |

Die Sommerwagen C2 11, 12 und 14 entstammten der Motorwagenserie Ce 1/2 125 bis 132 der elektrischen Rundbahn der Schweizerischen Landesausstellung in Genf 1896. Bei den ehemaligen Tramways Suisse (TS) wurde die elektrische Ausrüstung ausgebaut und die Wagen als C2 125 bis 130 bezeichnet. Anschliessend verkehrten sie als C2 301" bis 306" bei der ehemaligen Compagnie Genevoise des Tramways Électriques (CGTE), heute Transports publics genevois (TPG).
Die Sommerwagen besassen Bänke in Längsrichtung, hierbei sassen die Fahrgäste Rücken an Rücken in der Wagenlängsachse.
Alle Fahrzeuge wurden nach der Streckenstilllegung abgebrochen.

## Trivia
Die Bahnstrecke Clarens–Chailly–Fontanivent–Blonay war nach den Normalien der Montreux–Berner Oberland-Bahn erbaut und wurde auch wiederholt von Fahrzeugen der erwähnten Bahngesellschaft befahren. Anfänglich wurde nur von der Clarens–Chailly–Blonay-Bahn gesprochen. Weil die Bahnstrecke grossenteils im Strassenplanum trassiert war, wurde später auch der Begriff Strassenbahn Clarens–Chailly–Blonay verwendet.